# Глоба, Николай Васильевич
Никола́й Васи́льевич Гло́ба (18 декабря 1859, Екатеринославская губерния — 28 сентября 1941, Париж) — русский художник и педагог, директор Строгановского центрального художественно-промышленного училища в Москве (1896—1917), директор музея Александра II с 1900 года, член Совета министра торговли и промышленности, гласный Московской городской думы, гласный Московского губернского земского собрания, камергер Высочайшего двора, действительный статский советник.

## Биография

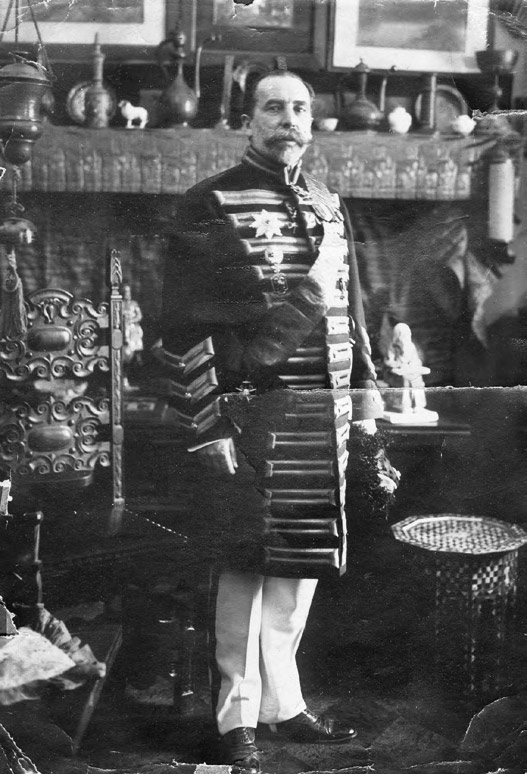
Камергер Н. В. Глоба в придворном мундире.

Происходил из потомственных дворян. Сын отставного поручика Василия Варфоломеевича Глобы и жены его Евгении Аполлоновны Рейполь.
В 1875—1878 годах учился в Киевской рисовальной школе известного художника Н. И. Мурашко. В 1878 году поступил в Императорскую Академию художеств, где учился у профессора П. М. Шамшина, в академических классах занимался рисунком под руководством П. П. Чистякова. В академии был отмечен несколькими наградами: малой серебряной медалью за этюд с натуры (29 ноября 1883), малой серебряной медалью за рисунок с композиции (12 мая 1884), малой серебряной медалью за исторический эскиз (10 мая 1884), большой серебряной медалью за рисунок с натуры (1 февраля 1885) и, наконец, малой золотой медалью за программу «Св. Ирина исцеляет Св. Себастьяна» (29 октября 1886). На последнем курсе Глоба получил заказ на написание портрета «во весь рост» госпожи Штиглиц. Весной 1883 года стал главным распорядителем работ по реставрации фресок в Кирилловской церкви в Киеве. В ноябре 1887 года получил звание классного художника 1-й степени за дипломную картину «Иеромонах совершает посвящение Ивана Грозного в схиму». В дипломе записано: «выданный из Императорской Академии художеств бывшему ученику оной Николаю Глоба в том, что во время пребывания в академии он окончил с успехом академический курс наук и за отличные познания в живописи, доказанные исполнением программного „Иеромонах совершает посвящение Иоанна Грозного в схиму“, определением Совета Академии, 2 ноября 1887 года состоявшимся, удостоен звания классного художника первой степени с присвоением оному, на основании 293 ст. т. III, кн. I. 1863».

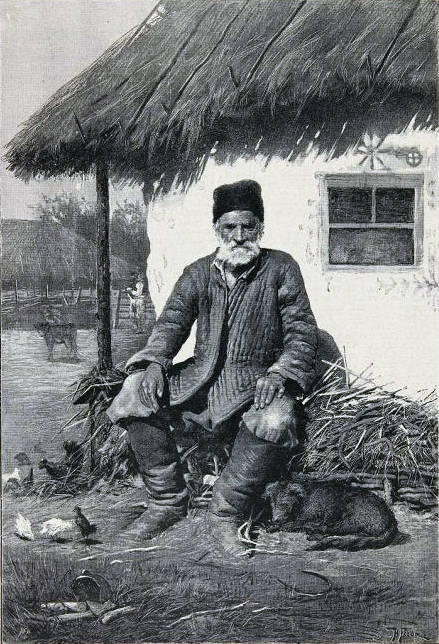
«На завалинке». Малороссийские типы и сцены. Художник Глоба Н. В., гравёр Ангерер. 1886.

По окончании академии написал несколько исторических и жанровых картин в передвижнической манере: «Св. Ирина исцеляет св. Себастьяна» (1887), «У колодца» (акварель, 1895). Участвовал в иллюстрации полного собрания басен И. А. Крылова. Принимал участие в академических выставках и выставках Общества русских акварелистов, однако главное своё призвание нашёл как педагог и организатор художественно-промышленного образования. В течение нескольких лет преподавал в рисовальной школе Императорского общества поощрения художеств (1887—1895), школе Женского патриотического общества имени великой княгини Екатерины Михайловны (1888) и Николаевском сиротском институте (1889—1894). 20 октября 1894 года причислен к департаменту торговли и мануфактур Министерства финансов, где заведовал отделом кустарной промышленности. 5 июля 1895 года назначен инспектором по учебной части при том же департаменте. Эта должность была создана по инициативе министра финансов С. Ю. Витте для развития фабрично-заводской кустарной промышленности. Открыл художественно-промышленную школу им. Н. В. Гоголя в Миргороде, художественно-ремесленные училища в Москве, Киеве, Одессе и Костроме, несколько филиалов Строгановского училища.
5 марта 1896 года назначен директором Императорского Строгановского художественно-промышленного училища в Москве, каковую должность занимал до 1917 года. За это время провёл значительную реорганизацию училища: пригласил талантливых художников и педагогов, составил новые учебные программы, открыл художественно-промышленные мастерские и магазины для продажи их изделий, учредил ежегодные отчётные Рождественские выставки учащихся. С 1900 года возглавлял Художественно-промышленный музей Александра II, созданный при Строгановском училище.
Кроме того, состоял членом Общества преподавателей графических искусств (1906—1917) и членом-учредителем Общества возрождения художественной Руси (1915—1917).
При Временном правительстве, 27 июня 1917 года назначен был состоять при министре торговли и промышленности, с увольнением от должности директора училища.
После Октябрьской революции выехал в Киев, где работал в Комиссии по охране памятников искусства и старины, читал лекции в Киевском археологическом институте. В 1919 году эвакуировался из Киева с Добровольческой армией, в 1919—1921 годах жил во Владикавказе, принимал участие в создании художественного отдела Терского областного музея. В 1921 году вернулся в Москву, где возглавил Кустарный техникум, одновременно состоял заместителем директора Кустарного музея.
В 1925 году был командирован на Международную выставку декоративных искусств в Париже, откуда не вернулся. В следующем году организовал и возглавил Русский художественно-промышленный институт в Париже, существовавший на средства князя Ф. Ф. Юсупова. Для преподавания в институте были приглашены известные художники, среди которых: И. Я. Билибин, М. В. Добужинский, Н. Д. Милиоти, Л. Э. Родзянко и В. И. Шухаев. При институте были открыты мастерские художественного шитья, набойки, эмалевой инкрустации и росписи по фарфору. В 1928 году Глоба был награждён золотой медалью за участие института в выставке, организованной мэрией XVI округа Парижа. В 1930 году институт был закрыт из-за недостатка средств.
Занимался художественной росписью и оформлением русских церквей в Париже: Св. Николая в Булони (1927, оклады икон), Знаменской на бульваре Экзельманс (1928—1929, иконостас, церковная утварь), Св. Серафима Саровского (начало 1930-х, иконы, церковная утварь). Строительство иконостаса церкви Святого Николая в Русском доме Сент-Женевьев-де-Буа было его последней крупной работой для церкви. Также выполнял проекты иконостасов, рисунки для церковной утвари. Был членом общества «Икона». В 1932—1939 годах неоднократно жертвовал свои иконы и картины для благотворительных лотерей Московского землячества и Союза русских судебных деятелей, в декабре 1935 года — на предрождественскую Выставку-продажу русских художественных изделий в зале Yteb. В 1929 году выступил одним из организаторов сезонов Русской оперы в Театре Елисейских полей. В 1935 году вернулся к живописи. Писал портреты, натюрморты и пейзажи. В 1937 году написал несколько пейзажей Москвы с памятником А. С. Пушкину на Тверском бульваре к 100-летию со дня смерти. В 1938—1940 годах вёл курсы трафаретной печати в Русском народном университете.
Скончался в 1941 году в Париже. Похоронен на кладбище Сент-Женевьев-де-Буа.

## Семья
Был женат на Надежде Петровне Исеевой, дочери конференц-секретаря Академии художеств П. Ф. Исеева. Их дочь:
- Евгения (1892—1976). Замужем за Сергеем Владимировичем Толли (1886—1935), сыном В. И. Толли. Общественный деятель, член Главного управления Русского общества Красного Креста (РОКК), в 1952—1973 годах — директор дома для престарелых РОКК в Ницце[15].

## Награды
- Орден Святого Владимира 3-й ст. (1909)
- Орден Святого Станислава 1-й ст. (1911)
- Орден Святой Анны 1-й ст. (1914)

Иностранные:
- знак отличия к присвоенному званию «Officier de l’Instruction Publique»